# Љубомир Јоксимовић
Љубомир Јоксимовић  (Обреновац, 1848 - Обреновац, 21. јун 1920) био је књижар, издавач, народни посланик. Пошто је рођен у сиромашној породици, није могао да се редовно школује. Радио је у Ваљеву као судски деловођа и истовремено био секретар Трговачко-занатлијског одбора (1882). Потом је био књижар у Обреновцу и члан привремене управе обреновачких трговаца (1891). Прешао је у Београд 1898. и био државни књижар. Биран је за народног посланика Ваљевског округа (1888, 1890 -1895), секретара Скупштине Краљевине Југославије и председника Обреновачке општине. Одликован је Таковским крстом петог реда.

## Живот и дело
Дете сиромашних родитеља, Јоксимовић се није могао школовати. Међутим, био је бистре памети, учио је школу живота, прилазећи интелигентним људима. Читао је доста. Иако је у Народној Скупштини било доста посланика са факултетском спремом и са виших стручних школа, Јоксимовић је редовно биран за скупштинског секретара. Досетљив, радо је у говору правио шале, лепе и пријатне. Његови говори у Народној скупштини испреплетани су досеткама на рачун опозиције. Нико се није љутио на те његове досетке, јер у њима није било увреда. Радикалној странци Љуба Јоксимовић је још као младић пришао за време живота Светозара Марковића. Започео је штампање дела Светозара Марковића и Живојина Жујовића, али је слаб одзив читалачке публике прекинуо штампање ових дела.
Прештампао је дела Љубе П. Ненадовића, што је био његов највећи и најбољи издавачки посао.

### Књижара Љубе Јоксимовића
Јоксимовићева књижара била је као нека касина, у коју су радо и често свраћали највиђенији политичари, књижевници, професори и учитељи. Ту су се могли видети поред напредњака Милоша Глишића, социјалиста Драгиша Лапчевић, либерал Мата Карамарковић, па радикали: Пашић, Пачу, Велимировић и други. Љубина књижара била је неутрално политичко земљиште, на које су наилазили људи свих политичких праваца. Ту се говорило отворено, искрено о свим политичким питањима, а без препирки и заоштрености. Љуба се умео наћи у вршењу домаћинске дужности. Нико није отишао из његове књижаре љут или увређен.
Књижара Љубе Јоксимовића имала је радикално обележје, али је сваки купац био лепо дочекан и услужен. Ученици, старији гимназисти и студенти радо су свраћали јер је Љуба Јоксимовић уз лепо понашање и промишљене разговоре увек имао какву добру књигу да препоручи па и ону коју није имао тренутно у својој књижари. У познијим годинама, када је готово престао да ради у књижари, биран је за кмета општине града Београда. На том положају је својим трудом и разборитошћу задобио међу Београђанима велики број поштовалаца.